# Mr. Yuk
Mr. Yuk è un personaggio di finzione che dal 1971 fa da mascotte all'Ospedale Pediatrico di Pittsburgh e compare in adesivi circolari di colore verde che l'istituto medico ha diffuso negli Stati Uniti d'America con lo scopo di sensibilizzare i bambini sul pericolo di ingestione di materiali che possono risultare velenosi.
È un cerchio dotato di occhi e bocca che fa una smorfia disgustata, usato per rimpiazzare il teschio e tibie incrociate che agisce da simbolo internazionale per ogni sostanza venefica.
Negli adesivi di Mr. Yuk sono presenti i numeri dei centri medici che si occupano di avvelenamento e danno informazioni in caso di necessità.